# 清齿龈边闪音
清齿龈边闪音是一种辅音，用在某些口语中。国际音标表示此音的符号是⟨ɺ̥⟩。

## 特征
- 調音方法是閃音，指氣流衝出時與肌肉一次快速接觸，使得一調音器官碰及另一器官。
- 調音部位是齒齦，即舌尖抵住上齒齦脊調音。
- 發聲類型是清音，意味着發音時聲帶並不顫動。
- 本輔音是口腔輔音（口音），表示調音時空氣只從口裡流出。
- 調音方法是邊音，氣流從舌兩側流過，而不從中部流過。
- 氣流機制是肺部氣流，即由肺與橫膈膜驱动空气。

## 见于
| 语言        | 词           | 国际音标     | 词义 | 注释                  |
| ----------- | ------------ | ------------ | ---- | --------------------- |
| Curipaco:78 | [ɺ̥je.'tɐ̃.hə͂] | [ɺ̥je.'tɐ̃.hə͂] | 那   | 与齿龈闪音相交替。:78 |